# Блажени Еразмо
Блажени Еразмо је ранохришáнски мученик и светитељ.
Православна црква спомиње блаженог Еразма 4. (17.) маја. 
Од младости је био ревносни хришћанин. Због тога је изабран за епископа града Формије. Када је цар Диоклецијан, покренуо прогон хришћана, он је избегао у Ливанску гору. Тамо је провео седам година кријући се од гонитеља. У житију се наводи да је чуо глас анђела који му је рекао: „Еразмо, нико неће победити непријатеље ако буде спавао. Иди дакле у свој град, бори се јуначки, и победићеш непријатеље”.
После ових речи Еразмо кренуо назад у свој град. Успут је наишао на војнике којим је одмах посведочио да је хришћанин. Војници су га ухватили и одвели у Антиохију, цару Диоклецијану. Цар је наредио да га убију оловним штаповима. Пошто је свети Еразмо и након тога оcтао непоколебљив у вери, мучитељ је наредио да му гвозденим четкама остружу сву кожу на телу, онда да му растопљеном cмолом и сумпором заливају ране. И то је поднео стоички. После тога мучитељ нареди да му ставе тешке жељезне окове око врата, и затворе у тамницу. Поново му се јавио Анђео, отвори врата од тамнице, ослободи га окова и рекао му: „Хајде за мном, ја ћу те одвести у Италију, и ти ћеш тамо многе људе привести спасењу”.
Тако је отишао у град Ликију. Тамо је проповедао Јеванђеље и крштавао народ. Цар Максимијан, сазнавши за то, послао је војнике да га доведу у Италију.Цар је тамо наредиа да га туку по образима, претећи му да ће га распети на крст, ако не принесе жртву идолопоклоничким боговима. Одвели су га у Јупитеров храм. Тамо се он помолио Богу, и по његовој молитви сви идоли су попадали, а из храма је сукнуо велики огањ који је захватио многе идолопоклонике. После тога свети Еразмо је крсти ту много народа. Затим одлази у град Сирмијум. Тамо је по наредби Максимијана,поново ухваћен и подвргнут новим мучењима. на сличан начин је поново изведен из тамница и након тога се вратио у град Формију, где крстио још много народа. После свега тога свети Еразмо с молитвом благодарности мирно умро. Хришћани града Формија су га уз почасти сахранили.